# Parque nacional Watagans

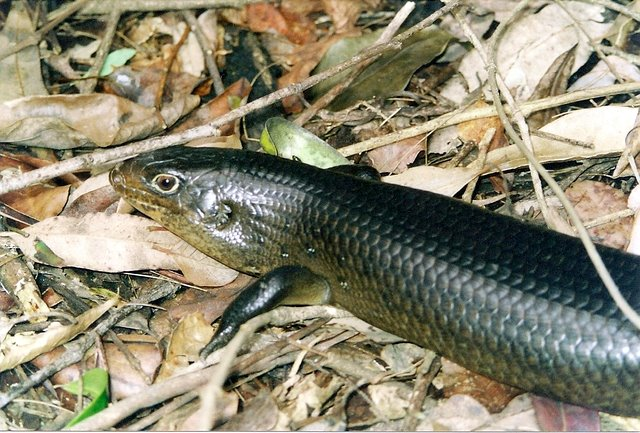
Lisa de tierra en el Parque nacional Watagans.

Watagans es un parque nacional en Nueva Gales del Sur (Australia), situado a 99 km al norte de Sídney.

## Datos
- Área: 77.51 km²
- Coordenadas: 33°00′18″S 151°23′35″E / -33.00500, 151.39306
- Fecha de Creación: 1 de enero de 1999
- Administración: Servicio Para la Vida Salvaje y los Parques nacionales de Nueva Gales del Sur
- Categoría IUCN: II